# Klub litijskih in šmarskih študentov
Klub litijskih in šmarskih študentov - KLIŠE je organizacija dijakov in študentov iz Občine Litija in Občine Šmartno pri Litiji. Sodeluje z Zvezo študentskih klubov Slovenije in Študentsko organizacijo Slovenije.
Leta 2020 je z Društvom Lojtra in socialnim podjetjem Knof ter ob podpori Ministrstva za javno upravo RS v Litiji odprl trgovino z rabljenimi izdelki v okviru Inkubatorja za skupnost in trajnost. Leta 2021 je z ZKMŠ Litija, Občino Litija in izvajalcem Moj kino zagnal litijski kino.

## Predsedniki kluba
- 1997 - 2000: Petra Kunc
- 2000 - 2002: Polona Konjar
- 2002 - 2006: Jernej Petterlin
- 2006 - 2008: Nina (Doblekar) Dremelj
- 2008 - 2012: Aljaž Zupan
- 2012 - 2014: Ernest Mrzel
- 2014 - 2015: Tina Trdin
- 2015 - 2016: Petra Čož
- 2016 - 2017: Mateja Gracar
- 2017: Marisa Mrzel
- 2018 - 2019: Jasna Sitar
- 2019 - 2021: Danijela Sitar
- 2021 - 2023: Ema Vavtar
- 2023 - Larisa Mrkaljević